# (74280) 1998 ST124
(74280) 1998 ST124 – planetoida z pasa głównego asteroid okrążająca Słońce w ciągu 4,2 lat w średniej odległości 2,6 j.a. Odkryta 26 września 1998 roku.